# فواز يحيى الربيعي
فواز يحيى الربيعي (1979 - 1 أكتوبر 2006) كان عنصر في تنظيم القاعدة حُكم عليه بالإعدام في 2004 من قبل محكمة يمنية لدوره في «الهجوم على الناقلة الفرنسية ليمبورغ» في 2002،  هرب الربيعي من الحجز في فبراير / شباط 2006 برفقة 22 سجينًا آخر، وقُتل في 1 أكتوبر / تشرين الأول 2006 في صنعاء برفقة مشتبه به آخر في القاعدة عُرف باسم محمد الدليمي.
الربيعي مواطن يمني رغم أنه ولد في المملكة العربية السعودية، في عام 2002 أصبح مطلوبًا من قِبل مكتب التحقيقات الفيدرالي التابع لوزارة العدل الأمريكية، والذي كان يبحث عن معلومات عن هويته ومكان وجوده.
في أوائل عام 2002 تم تعيينه كزعيم خلية في مؤامرة يشتبه في قيامها باليمن، والتي تم إدراجها في قائمة «المطلوبين» الرئيسية الثالثة لمكتب التحقيقات الفيدرالي، والمعروفة الآن باسم قائمة مكتب التحقيقات الفيدرالي «البحث عن المعلومات - الحرب على الإرهاب».